# San Leonardo in Settignano
San Leonardo in Settignano, även benämnd Santi Leonardo e Romualdo, var en kyrkobyggnad i Rom, helgad åt den helige Leonard av Camaldoli och den helige Romuald. Kyrkan var belägen i rione Trastevere, vid Via della Lungara. Tillnamnet ”Settignano” åsyftar Porta Settimiana, en av Aurelianusmurens stadsportar.

## Kyrkans historia
Kyrkan var belägen i distriktet Settignana, även kallat Settimiana, och nämns för första gången i en bulla promulgerad av påve Innocentius III (1198–1216). Kyrkan förekommer även i ett dokument från Nicolaus IV:s (1288–1292) pontifikat och benämns där S. Leonardi de Ponte Grandinato samt i Catalogo di Torino (1320). Kyrkan är även upptagen i Catalogo di San Pio V som S. Leonardo, membro di S. Pietro.
Vid denna kyrka föll Franciska av Rom och hennes svägerska Vannozza Santacroce i Tibern, men de räddades mirakulöst ur flodens höga vågor. I en liten byggnad i trädgården bredvid kyrkan fanns en målning som minde om händelsen.
Påve Gregorius XIII (1572–1585) överlät 1578 kyrkan åt kamaldulensereremiter från Monte Corona, vilka lät bygga om kyrkan och bredvid denna uppföra ett härbärge. År 1704 uppförde arkitekten Ludovico Gregorini en ny fasad till kyrkan.
På initiativ av påve Leo XII uppfördes 1827 i kyrkans närhet en liten flodhamn, Porto Leonino. Denna revs dock 1853 då man byggde Ponte dei Fiorentini som förband Via della Lungara med San Giovanni dei Fiorentini. Uppförandet av denna bro förde med sig rivningen av kyrkan San Leonardo in Settignano. Ponte dei Fiorentini revs, i sin tur, 1942 för att ge plats åt Ponte Principe Amedeo Savoia Aosta.

## Kyrkans interiör
Högaltarmålningen framställde Jungfru Maria med de heliga Leonard och Romuald, utförd av Ercole Orfeo da Fano. En annan av kyrkans målningar, Madonnan och Barnet med de heliga Mikael och Ursula, utfördes 1365 av Allegretto Nuzi.

## Bilder

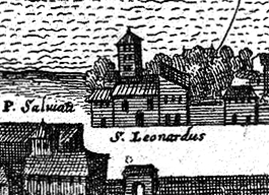
San Leonardo in Settignano (här benämnd S. Leonardus) på Matthäus Merians Rom-karta från 1642.
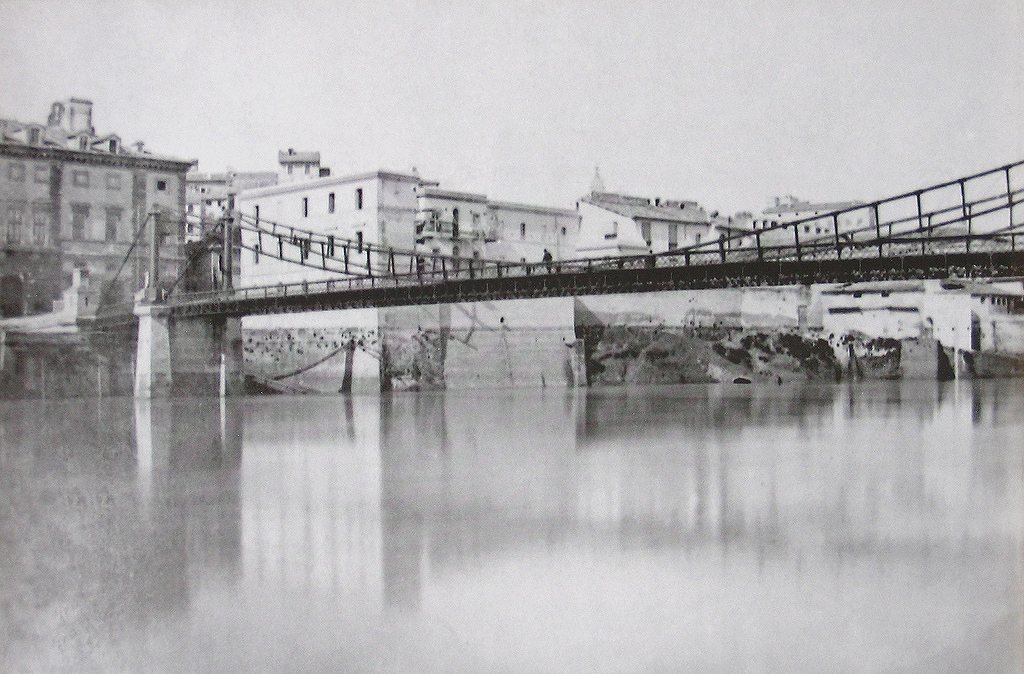
Ponte dei Fiorentini år 1863.
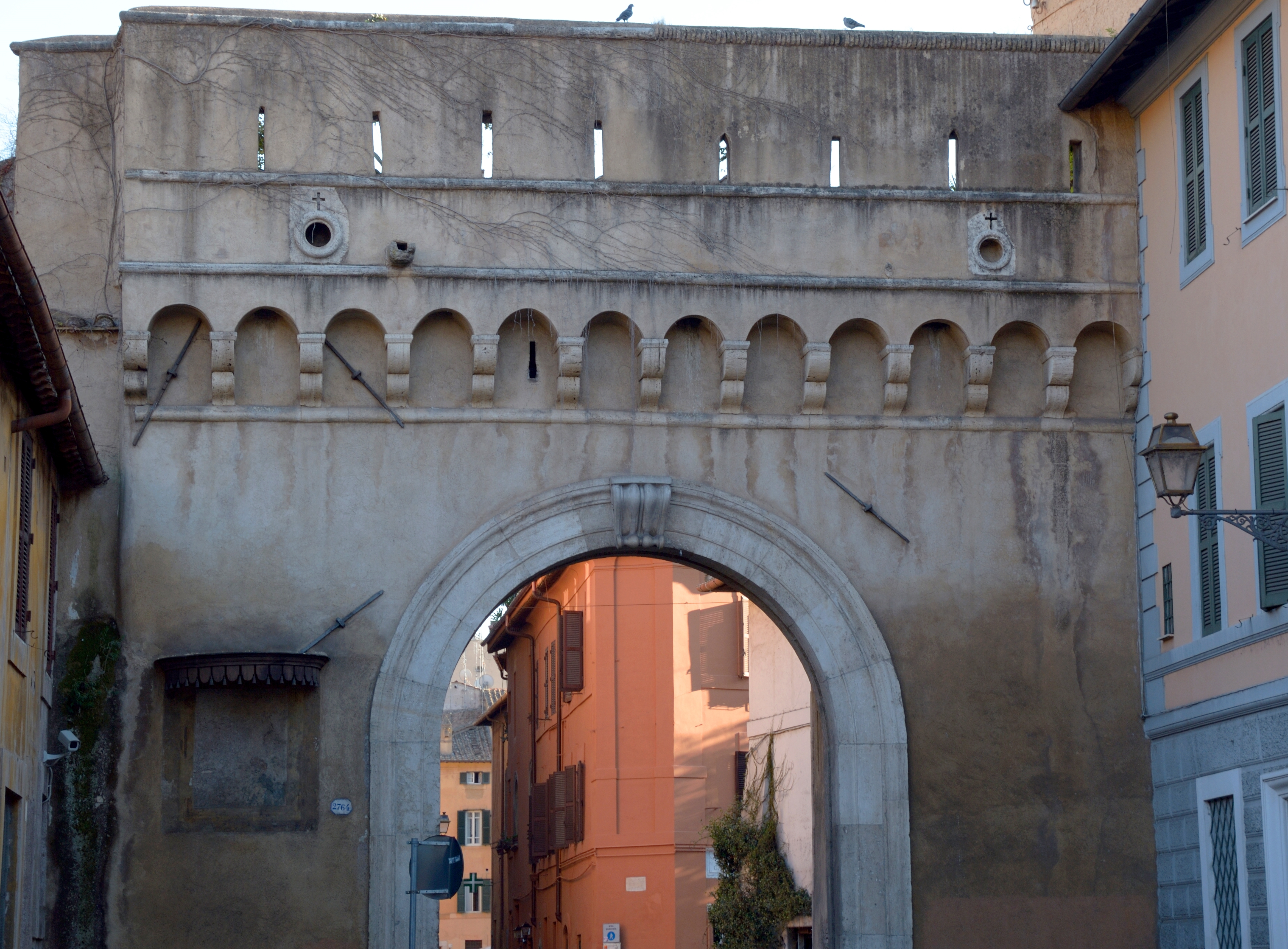
Porta Settimiana, sedd från Via della Lungara.